# فدراسیون بین‌المللی دیابت

فدراسیون بین‌المللی دیابت یک نهاد غیرانتفاعی و متشکل از بیش از ۲۳۰ انجمن دیابت کشوری در ۱۶۰ کشور جهان است که با هدف بهبود کیفیت زندگی در افراد مبتلا به دیابت تشکیل گردیده‌است.

## تاریخچه
فدراسیون بین‌المللی دیابت در سال ۱۹۵۰ میلادی تحت عنوان یک سازمان غیرانتفاعی در کشور بلژیک تأسیس گردید.
این نهاد با تقسیم کشورهای جهان به ۷ منطقه آفریقا، آمریکای شمالی و کارائیب، آمریکای میانه و جنوبی، اروپا، خاورمیانه و شمال آفریقا، آسیای شرقی و اقیانوسیه غربی، رهنمودهای استاندارد دیابت را با توجه به فرهنگ و ویژگی‌های هر یک کشورهای این مناطق تدوین و منتشر نمود.
فدراسیون بین‌المللی دیابت همکاری نزدیکی با واحد اطلاعات عمومی سازمان ملل متحد، سازمان بهداشت جهانی و همچنین سازمان بهداشت پان امریکن دارد.

## روز جهانی دیابت
روز ۱۴ نوامبر (۲۳ آبان) به ابتکار فدراسیون بین‌المللی دیابت و سازمان ملل متحد در سال ۱۹۹۱ به عنوان روز جهانی دیابت به رسمیت شناخته شد تا توجه دنیا را به معضل جدی دیابت و تهدید این بیماری برای جوامع بشری جلب نماید. این روز همچنین در سال ۲۰۰۷ در لیست رسمی روزهای جهانی سازمان ملل متحد قرار گرفت. همزمان با روز جهانی دیابت، انجمن‌های دیابت در ایران نیز اقدام به برگزاری رویدادهای علمی، آموزشی و اطلاع‌رسانی گسترده در سطح کشور می‌نمایند.

## کنگره جهانی دیابت
کنگره جهانی دیابت که یکی از رویدادهای بزرگ علمی و بازرگانی دیابت در دنیا می‌باشد، هر ۲ سال یکبار توسط فدراسیون بین‌المللی دیابت در یکی از کشورهای جهان برگزار می‌گردد. این کنگره میزبان پژوهشگران، پزشکان، مدرسین دیابت، صاحبان صنایع و شرکت‌های مرتبط با دیابت از سراسر دنیا بوده و طی ۳ تا ۴ روز برنامه علمی و رویداد نمایشگاهی، جدیدترین یافته‌های علمی و ابداعات دارویی و درمانی دیابت را در معرض دید عموم قرار می‌دهد.
لیست کنگره‌های برگزار شده پس از سال ۲۰۰۰ میلادی:
- سال ۲۰۰۶: کیپ تاون[۱۰]
- سال ۲۰۰۹: مونترئال[۱۱]
- سال ۲۰۱۱: دبی[۱۲]
- سال ۲۰۱۳: ملبورن[۱۳]
- سال ۲۰۱۵: ونکوور[۱۴]
- سال ۲۰۱۷: ابوظبی[۱۵]

## نمایندگان ایران در فدراسیون
انجمن دیابت گابریک و انجمن دیابت ایران، نمایندگان رسمی فدراسیون بین‌المللی دیابت در ایران بوده و از حق رای در تصویب برخی سیاست‌های جهانی مقابله با دیابت و همچنین تعیین رؤسای فدراسیون برخوردار می‌باشند.
نمایندگان رسمی فدراسیون همچنین مسئولیت انتقال پیام‌های آموزشی و علمی مرتبط با دیابت را در کشور خود عهده‌دار بوده و هر ساله با فرارسیدن روز جهانی دیابت، مطابق با شعارها و رهنمودهای اعلام شده توسط فدراسیون بین‌المللی، اقدام به برگزاری برنامه‌های آموزشی برای افراد دیابتی و نیز عموم جامعه می‌نمایند.

دیابت: رویکرد کاربردی عنوان یکی از رویدادهای سالانه علمی-آموزشی می‌باشد که هر ساله با فرارسیدن روز جهانی دیابت توسط انجمن دیابت گابریک و با همکاری وزارت بهداشت ج.ا. ا برگزار می‌گردد.